# Saison 2024-2025 de la LNH
Saison précédente Saison suivante
La saison 2024-2025 est la 107e saison de la Ligue nationale de hockey (LNH). La saison régulière voit 32 équipes jouer 82 matchs chacune ; elle commence le 4 octobre 2024 et se termine le 17 avril 2025 pour laisser place aux séries éliminatoires.

## Saison régulière

### Classements
Dans chaque association, les trois premières équipes de chaque division et les deux meilleures équipes restantes de l'association sont qualifiées pour les séries éliminatoires.

#### Association de l'Est
| Clt | Équipe                 | PJ | V  | D  | DP | DF | BP  | BC  | Pts |
| --- | ---------------------- | -- | -- | -- | -- | -- | --- | --- | --- |
| 1   | Maple Leafs de Toronto | 82 | 52 | 26 | 2  | 2  | 268 | 231 | 108 |
| 2   | Lightning de Tampa Bay | 82 | 47 | 27 | 5  | 3  | 294 | 219 | 102 |
| 3   | Panthers de la Floride | 82 | 47 | 31 | 4  | 0  | 252 | 223 | 98  |

| Clt | Équipe                    | PJ | V  | D  | DP | DF | BP  | BC  | Pts |
| --- | ------------------------- | -- | -- | -- | -- | -- | --- | --- | --- |
| 1   | Capitals de Washington    | 82 | 51 | 22 | 6  | 3  | 288 | 232 | 111 |
| 2   | Hurricanes de la Caroline | 82 | 47 | 30 | 2  | 3  | 266 | 233 | 99  |
| 3   | Devils du New Jersey      | 82 | 42 | 33 | 5  | 2  | 242 | 222 | 91  |

| Clt | Équipe                   | Division       | PJ | V  | D  | DP | DF | BP  | BC  | Pts |
| --- | ------------------------ | -------------- | -- | -- | -- | -- | -- | --- | --- | --- |
| 7   | Sénateurs d'Ottawa       | Atlantique     | 82 | 45 | 30 | 5  | 2  | 243 | 234 | 97  |
| 8   | Canadiens de Montréal    | Atlantique     | 82 | 40 | 31 | 7  | 4  | 245 | 265 | 91  |
| 9   | Blue Jackets de Columbus | Métropolitaine | 82 | 40 | 33 | 8  | 1  | 273 | 268 | 89  |
| 10  | Red Wings de Détroit     | Atlantique     | 82 | 39 | 35 | 8  | 0  | 238 | 259 | 86  |
| 11  | Rangers de New York      | Métropolitaine | 82 | 39 | 36 | 7  | 0  | 256 | 255 | 85  |
| 12  | Islanders de New York    | Métropolitaine | 82 | 35 | 35 | 9  | 3  | 224 | 260 | 82  |
| 13  | Penguins de Pittsburgh   | Métropolitaine | 82 | 34 | 36 | 6  | 6  | 243 | 293 | 80  |
| 14  | Sabres de Buffalo        | Atlantique     | 82 | 36 | 39 | 5  | 2  | 269 | 289 | 79  |
| 15  | Bruins de Boston         | Atlantique     | 82 | 33 | 39 | 9  | 1  | 222 | 272 | 76  |
| 16  | Flyers de Philadelphie   | Métropolitaine | 82 | 33 | 39 | 7  | 3  | 238 | 286 | 76  |

#### Association de l'Ouest
| Clt | Équipe                | PJ | V  | D  | DP | DF | BP  | BC  | Pts |
| --- | --------------------- | -- | -- | -- | -- | -- | --- | --- | --- |
| 1   | Jets de Winnipeg      | 82 | 56 | 22 | 3  | 1  | 277 | 191 | 116 |
| 2   | Stars de Dallas       | 82 | 50 | 26 | 4  | 2  | 277 | 224 | 106 |
| 3   | Avalanche du Colorado | 82 | 49 | 29 | 1  | 3  | 277 | 234 | 102 |

| Clt | Équipe                  | PJ | V  | D  | DP | DF | BP  | BC  | Pts |
| --- | ----------------------- | -- | -- | -- | -- | -- | --- | --- | --- |
| 1   | Golden Knights de Vegas | 82 | 50 | 22 | 5  | 5  | 275 | 219 | 110 |
| 2   | Kings de Los Angeles    | 82 | 48 | 25 | 6  | 3  | 250 | 206 | 105 |
| 3   | Oilers d'Edmonton       | 82 | 48 | 29 | 4  | 1  | 259 | 236 | 101 |

| Clt | Équipe                   | Division  | PJ | V  | D  | DP | DF | BP  | BC  | Pts |
| --- | ------------------------ | --------- | -- | -- | -- | -- | -- | --- | --- | --- |
| 7   | Wild du Minnesota        | Centrale  | 82 | 45 | 30 | 4  | 3  | 228 | 239 | 97  |
| 8   | Blues de Saint-Louis     | Centrale  | 82 | 44 | 30 | 6  | 2  | 254 | 233 | 96  |
| 9   | Flames de Calgary        | Pacifique | 82 | 41 | 27 | 12 | 2  | 225 | 238 | 96  |
| 10  | Canucks de Vancouver     | Pacifique | 82 | 38 | 30 | 12 | 2  | 236 | 253 | 90  |
| 11  | Club de hockey de l'Utah | Centrale  | 82 | 38 | 31 | 9  | 4  | 241 | 251 | 89  |
| 12  | Ducks d'Anaheim          | Pacifique | 82 | 35 | 37 | 8  | 2  | 221 | 263 | 80  |
| 13  | Kraken de Seattle        | Pacifique | 82 | 35 | 41 | 3  | 3  | 247 | 265 | 76  |
| 14  | Predators de Nashville   | Centrale  | 82 | 30 | 44 | 8  | 0  | 214 | 274 | 68  |
| 15  | Blackhawks de Chicago    | Centrale  | 82 | 25 | 46 | 7  | 4  | 226 | 296 | 61  |
| 16  | Sharks de San José       | Pacifique | 82 | 20 | 50 | 7  | 5  | 210 | 315 | 52  |

- En gras et en italique : vainqueur de division
- En gras : qualifié pour les séries
- En italique : repêchée en tant que 7e ou 8e de l'association

### Statistiques

#### Meilleurs pointeurs

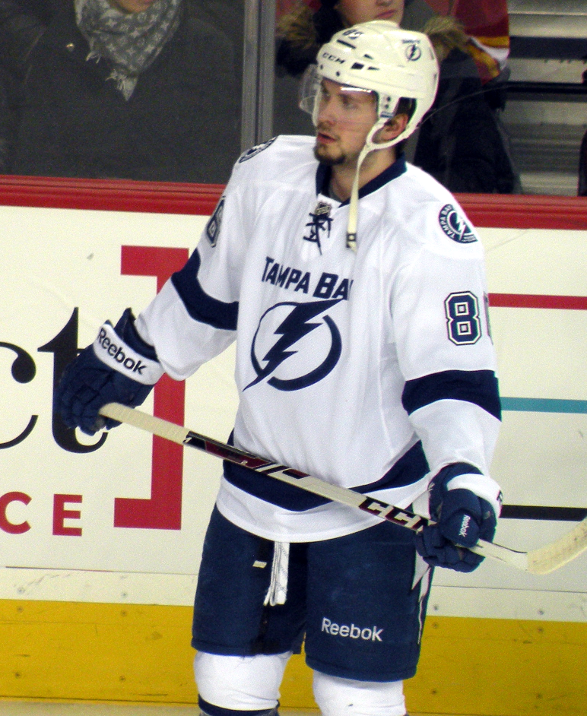
Nikita Koutcherov (ici en 2014) meilleur pointeur de la saison régulière.

| Joueur | Équipe            | PJ                      | B  | A  | Pts | Pun |    |
| ------ | ----------------- | ----------------------- | -- | -- | --- | --- | -- |
| 1      | Nikita Koutcherov | Lightning de Tampa Bay  | 78 | 37 | 84  | 121 | 45 |
| 2      | Nathan MacKinnon  | Avalanche du Colorado   | 79 | 32 | 84  | 116 | 41 |
| 3      | Leon Draisaitl    | Oilers d'Edmonton       | 71 | 52 | 54  | 106 | 34 |
| 3      | David Pastrňák    | Bruins de Boston        | 82 | 43 | 63  | 106 | 42 |
| 5      | Mitchell Marner   | Maple Leafs de Toronto  | 81 | 27 | 75  | 102 | 14 |
| 6      | Connor McDavid    | Oilers d'Edmonton       | 67 | 26 | 74  | 100 | 37 |
| 7      | Kyle Connor       | Jets de Winnipeg        | 82 | 41 | 56  | 97  | 25 |
| 8      | John Eichel       | Golden Knights de Vegas | 77 | 28 | 66  | 94  | 8  |
| 9      | Cale Makar        | Avalanche du Colorado   | 80 | 30 | 62  | 92  | 14 |
| 10     | Sidney Crosby     | Penguins de Pittsburgh  | 80 | 33 | 58  | 91  | 31 |

## Séries éliminatoires
Les trois meilleures équipes de chaque division sont qualifiées ainsi que les équipes classées aux 7e et 8e places de chaque association, sans distinction de division. La meilleure équipe de chaque association rencontre la 8e et la première équipe de l'autre division rencontre la 7e. Les équipes classées aux 2e et 3e places de chaque division se rencontrent dans la partie de tableau où se situe le champion de leur division. Toutes les séries sont jouées au meilleur des sept matchs. Les deux premiers matchs sont joués chez l'équipe la mieux classée à l'issue de la saison puis les deux suivants sont joués chez l'autre équipe. Si une cinquième, une sixième voire une septième rencontre sont nécessaires, elles sont jouées alternativement chez les deux équipes en commençant par la mieux classée.

### Tableau récapitulatif
|  | Quarts de finale d'association | Quarts de finale d'association | Quarts de finale d'association | Quarts de finale d'association |    |            | Demi-finales d'association | Demi-finales d'association | Demi-finales d'association | Demi-finales d'association |  |  | Finales d'association | Finales d'association | Finales d'association | Finales d'association |  |  | Finale de la Coupe Stanley | Finale de la Coupe Stanley | Finale de la Coupe Stanley | Finale de la Coupe Stanley |
|  |                                |                                |                                |                                |    |            |                            |                            |                            |                            |  |  |                       |                       |                       |                       |  |  |                            |                            |                            |                            |
|  | Du 20 avril au 1er mai         | Du 20 avril au 1er mai         | Du 20 avril au 1er mai         | Du 20 avril au 1er mai         |    |            | Du 5 au 18 mai             | Du 5 au 18 mai             | Du 5 au 18 mai             | Du 5 au 18 mai             |  |  | Du 20 au 28 mai       | Du 20 au 28 mai       | Du 20 au 28 mai       | Du 20 au 28 mai       |  |  |                            |                            |                            |                            |
|  | A1                             | Toronto                        | 4                              | 4                              |    |            | Du 5 au 18 mai             | Du 5 au 18 mai             | Du 5 au 18 mai             | Du 5 au 18 mai             |  |  | Du 20 au 28 mai       | Du 20 au 28 mai       | Du 20 au 28 mai       | Du 20 au 28 mai       |  |  |                            |                            |                            |                            |
|  | A1                             | Toronto                        | 4                              | 4                              |    |            | Du 5 au 18 mai             | Du 5 au 18 mai             | Du 5 au 18 mai             | Du 5 au 18 mai             |  |  | Du 20 au 28 mai       | Du 20 au 28 mai       | Du 20 au 28 mai       | Du 20 au 28 mai       |  |  |                            |                            |                            |                            |
|  | E7                             | Ottawa                         | 2                              | 2                              |    |            | Du 5 au 18 mai             | Du 5 au 18 mai             | Du 5 au 18 mai             | Du 5 au 18 mai             |  |  | Du 20 au 28 mai       | Du 20 au 28 mai       | Du 20 au 28 mai       | Du 20 au 28 mai       |  |  |                            |                            |                            |                            |
|  | E7                             | Ottawa                         | 2                              | 2                              | A1 | Toronto    | 3                          | 3                          |                            |                            |  |  | Du 20 au 28 mai       | Du 20 au 28 mai       | Du 20 au 28 mai       | Du 20 au 28 mai       |  |  |                            |                            |                            |                            |
|  | Du 22 au 30 avril              |                                |                                |                                | A1 | Toronto    | 3                          | 3                          |                            |                            |  |  | Du 20 au 28 mai       | Du 20 au 28 mai       | Du 20 au 28 mai       | Du 20 au 28 mai       |  |  |                            |                            |                            |                            |
|  |                                |                                | A3                             | Floride                        | 4  | 4          |                            |                            |                            |                            |  |  | Du 20 au 28 mai       | Du 20 au 28 mai       | Du 20 au 28 mai       | Du 20 au 28 mai       |  |  |                            |                            |                            |                            |
|  | A2                             | Tampa Bay                      | A3                             | Floride                        | 4  | 4          | 1                          | 1                          |                            |                            |  |  | Du 20 au 28 mai       | Du 20 au 28 mai       | Du 20 au 28 mai       | Du 20 au 28 mai       |  |  |                            |                            |                            |                            |
|  | A2                             | Tampa Bay                      | Du 6 au 15 mai                 |                                |    |            | 1                          | 1                          |                            |                            |  |  | Du 20 au 28 mai       | Du 20 au 28 mai       | Du 20 au 28 mai       | Du 20 au 28 mai       |  |  |                            |                            |                            |                            |
|  | A3                             | Floride                        | 4                              | 4                              |    |            |                            |                            |                            |                            |  |  | Du 20 au 28 mai       | Du 20 au 28 mai       | Du 20 au 28 mai       | Du 20 au 28 mai       |  |  |                            |                            |                            |                            |
|  | A3                             | Floride                        | 4                              | 4                              | A3 | Floride    | 4                          | 4                          |                            |                            |  |  |                       |                       |                       |                       |  |  |                            |                            |                            |                            |
|  | Du 21 au 30 avril              |                                |                                |                                | A3 | Floride    | 4                          | 4                          |                            |                            |  |  |                       |                       |                       |                       |  |  |                            |                            |                            |                            |
|  |                                |                                | M2                             | Caroline                       | 1  | 1          |                            |                            |                            |                            |  |  |                       |                       |                       |                       |  |  |                            |                            |                            |                            |
|  | M1                             | Washington                     | M2                             | Caroline                       | 1  | 1          | 4                          | 4                          |                            |                            |  |  |                       |                       |                       |                       |  |  |                            |                            |                            |                            |
|  | M1                             | Washington                     | 21 au 29 mai                   |                                |    |            | 4                          | 4                          |                            |                            |  |  |                       |                       |                       |                       |  |  |                            |                            |                            |                            |
|  | E8                             | Montréal                       | 1                              | 1                              |    |            |                            |                            |                            |                            |  |  |                       |                       |                       |                       |  |  |                            |                            |                            |                            |
|  | E8                             | Montréal                       | 1                              | 1                              | M1 | Washington | 1                          | 1                          |                            |                            |  |  |                       |                       |                       |                       |  |  |                            |                            |                            |                            |
|  | Du 20 au 29 avril              |                                |                                |                                | M1 | Washington | 1                          | 1                          |                            |                            |  |  |                       |                       |                       |                       |  |  |                            |                            |                            |                            |
|  |                                |                                | M2                             | Caroline                       | 4  | 4          |                            |                            |                            |                            |  |  |                       |                       |                       |                       |  |  |                            |                            |                            |                            |
|  | M2                             | Caroline                       | M2                             | Caroline                       | 4  | 4          | 4                          | 4                          |                            |                            |  |  |                       |                       |                       |                       |  |  |                            |                            |                            |                            |
|  | M2                             | Caroline                       | Du 7 au 17 mai                 |                                |    |            | 4                          | 4                          |                            |                            |  |  |                       |                       |                       |                       |  |  |                            |                            |                            |                            |
|  | M3                             | New Jersey                     | 1                              | 1                              |    |            |                            |                            |                            |                            |  |  |                       |                       |                       |                       |  |  |                            |                            |                            |                            |
|  | M3                             | New Jersey                     | 1                              | 1                              | A3 | Floride    | 4                          | 4                          |                            |                            |  |  |                       |                       |                       |                       |  |  |                            |                            |                            |                            |
|  | Du 19 avril au 4 mai           |                                |                                |                                | A3 | Floride    | 4                          | 4                          |                            |                            |  |  |                       |                       |                       |                       |  |  |                            |                            |                            |                            |
|  |                                |                                | P3                             | Edmonton                       | 2  | 2          |                            |                            |                            |                            |  |  |                       |                       |                       |                       |  |  |                            |                            |                            |                            |
|  | C1                             | Winnipeg                       | P3                             | Edmonton                       | 2  | 2          | 4                          | 4                          |                            |                            |  |  |                       |                       |                       |                       |  |  |                            |                            |                            |                            |
|  | C1                             | Winnipeg                       |                                |                                |    |            |                            | 4                          |                            |                            |  |  |                       |                       |                       |                       |  |  |                            |                            |                            |                            |
|  | E8                             | Saint-Louis                    | 3                              | 3                              |    |            |                            |                            |                            |                            |  |  |                       |                       |                       |                       |  |  |                            |                            |                            |                            |
|  | E8                             | Saint-Louis                    | 3                              | 3                              | C1 | Winnipeg   | 2                          | 2                          |                            |                            |  |  |                       |                       |                       |                       |  |  |                            |                            |                            |                            |
|  | Du 19 avril au 3 mai           |                                |                                |                                | C1 | Winnipeg   | 2                          | 2                          |                            |                            |  |  |                       |                       |                       |                       |  |  |                            |                            |                            |                            |
|  |                                |                                | C2                             | Dallas                         | 4  | 4          |                            |                            |                            |                            |  |  |                       |                       |                       |                       |  |  |                            |                            |                            |                            |
|  | C2                             | Dallas                         | C2                             | Dallas                         | 4  | 4          | 4                          | 4                          |                            |                            |  |  |                       |                       |                       |                       |  |  |                            |                            |                            |                            |
|  | C2                             | Dallas                         | Du 6 au 14 mai                 |                                |    |            | 4                          | 4                          |                            |                            |  |  |                       |                       |                       |                       |  |  |                            |                            |                            |                            |
|  | C3                             | Colorado                       | 3                              | 3                              |    |            |                            |                            |                            |                            |  |  |                       |                       |                       |                       |  |  |                            |                            |                            |                            |
|  | C3                             | Colorado                       | 3                              | 3                              | C2 | Dallas     | 1                          | 1                          |                            |                            |  |  |                       |                       |                       |                       |  |  |                            |                            |                            |                            |
|  | Du 20 avril au 1er mai         |                                |                                |                                | C2 | Dallas     | 1                          | 1                          |                            |                            |  |  |                       |                       |                       |                       |  |  |                            |                            |                            |                            |
|  |                                |                                | P3                             | Edmonton                       | 4  | 4          |                            |                            |                            |                            |  |  |                       |                       |                       |                       |  |  |                            |                            |                            |                            |
|  | P1                             | Vegas                          | P3                             | Edmonton                       | 4  | 4          | 4                          | 4                          |                            |                            |  |  |                       |                       |                       |                       |  |  |                            |                            |                            |                            |
|  | P1                             | Vegas                          |                                |                                |    |            |                            | 4                          |                            |                            |  |  |                       |                       |                       |                       |  |  |                            |                            |                            |                            |
|  | E7                             | Minnesota                      | 2                              | 2                              |    |            |                            |                            |                            |                            |  |  |                       |                       |                       |                       |  |  |                            |                            |                            |                            |
|  | E7                             | Minnesota                      | 2                              | 2                              | P1 | Vegas      | 1                          | 1                          |                            |                            |  |  |                       |                       |                       |                       |  |  |                            |                            |                            |                            |
|  | Du 21 avril au 1er mai         |                                |                                |                                | P1 | Vegas      | 1                          | 1                          |                            |                            |  |  |                       |                       |                       |                       |  |  |                            |                            |                            |                            |
|  |                                |                                | P3                             | Edmonton                       | 4  | 4          |                            |                            |                            |                            |  |  |                       |                       |                       |                       |  |  |                            |                            |                            |                            |
|  | P2                             | Los Angeles                    | P3                             | Edmonton                       | 4  | 4          | 2                          | 2                          |                            |                            |  |  |                       |                       |                       |                       |  |  |                            |                            |                            |                            |
|  | P2                             | Los Angeles                    |                                |                                |    |            |                            | 2                          |                            |                            |  |  |                       |                       |                       |                       |  |  |                            |                            |                            |                            |
|  | P3                             | Edmonton                       | 4                              | 4                              |    |            |                            |                            |                            |                            |  |  |                       |                       |                       |                       |  |  |                            |                            |                            |                            |
|  | P3                             | Edmonton                       | 4                              | 4                              |    |            |                            |                            |                            |                            |  |  |                       |                       |                       |                       |  |  |                            |                            |                            |                            |
|  |                                |                                |                                |                                |    |            |                            |                            |                            |                            |  |  |                       |                       |                       |                       |  |  |                            |                            |                            |                            |